# مدار كبلر

مدار كبلر إهليلجي مع انحراف 0.7، مدار كبلر مكافئ ومدار كبلر القطعي مع انحراف 1.3. المسافة إلى النقطة المحورية هي محصلة للزاوية القطبية نسبة إلى الخط الأفقي على النحو الوارد في المعادلة

في الميكانيكا السماوية، مدار كبلر أو المدار الكبلري هو حركة جرم فلكي بالنسبة للآخر باعتبارها قطعًا ناقصًا أو قطعًا مكافئًا أو قطعًا زائدًا يشكل مستوًى مداريًا ثنائي الأبعاد في الفضاء الثلاثي الأبعاد (مدار كبلر يمكن أيضا أن يشكل خطًا مستقيمًا). وتعتبر فقط نقطة قوة الجاذبية للجسمين، وتتجاهل الاضطرابات بسبب التفاعلات الجاذبية مع الكائنات الأخرى، السحب في الغلاف الجوي، وضغط الإشعاع الشمسي، والجسم المركزي الغير كروي، وما إلى ذلك. كما أنها لا تأخذ في الاعتبار آثار النسبية العامة. يمكن معلمات مدارات الكبلرية إلى ستة عناصر مدارية بطرق مختلفة.
يمكن وصف المدارات الكبلرية إلى ستة عناصر مدارية بطرق مختلفة.
في معظم التطبيقات، هناك جسم مركزي كبير، مركز الكتلة التي يفترض أن تكون مركز كتلة النظام بأكمله. قبل التحلل، ومدارات الجسمين الأصغر من حيث الكتلة يمكن وصفها بأنها مدرات كبلر تدور حول مركز مشترك من الكتلة المرجح لهم،

## المقدمة
من العصور القديمة حتى القرنين ال16 وال17، كان من المعتقد أن حركة الكواكب تتبع مسار دائري ارضي تام كما تدرس من قبل فلاسفة اليونان القديمة أرسطو وبطليموس.وتم شرح الاختلافات في حركات الكواكب في مسارات دائرية صغيرة موضوعة على مسار أكبر (انظر فلك التدوير) كما أصبحت قياسات الكواكب دقيقة على نحو متزايد، واقترحت تعديلات للنظرية. في عام 1543 نشر نيكولاس كوبرنيكوس نموذج مركزية الشمس في النظام الشمسي، على الرغم من أنه لا يزال يعتقد أن الكواكب تسافر في مسارات دائرية تماما تتمحور حول الشمس

### يوهانز كبلر
في عام 1601 عكف يوهانز كبلر خلال الخمس المقبلة في محاولة لاحتواء الملاحظات حول حركة الكواكب ودراسة مسار كوكب المريخ محاولاً وضع نموذج هندسي لحركة هذا الكوكب حول الشمس.في 1609، نشر كيبلير أاثنين من قوانينة الثلاثة لحركة الكواكب. وينص القانون الأول:
كل كوكب يدور في مدار إهليجي حول الشمس تقع الشمس في إحدى بؤرتيه
{\displaystyle r(\theta )={\frac {a(1-e^{2})}{1+e\cos(\theta )}}}
حيث:
- {\displaystyle r} هي المسافة
- {\displaystyle a} نصف المحور الرئيسي، الذي يحدد حجم المدار
- {\displaystyle e} الانحراف، الذي يحدد شكل المدار
- {\displaystyle \theta } الشذوذ الحقيقي وهي المسافة الزاوية بين نقطةٍ ما من المدار ونقطة الحضيض.

## اقتباسات
1. ↑  Copernicus. pp 513-514